# Памятник Тарасу Шевченко (Северодонецк)
Памятник Тарасу Шевченко (укр.  Пам'ятник Тарасові Шевченку) — монумент, воздвигнутый в честь украинского поэта, художника и этнографа Тараса Шевченко в городе Северодонецк Луганской области Украины.
Монумент Т. Г. Шевченко для Северодонецка был изготовлен на Мытищинском заводе художественного литья и установлен в 1956 году у Клуба химиков (в нынешнее время северодонецкий городской драматический театр). Памятник расположен в сквере, в котором отдыхают местные жители и гости города. Бюст возвышается на гранитном постаменте, на котором значится надпись: «Т. Г. Шевченко 1914—1961».

## Описание
По задумке автора скульптура выражает энергию, волю, целеустремленность поэта. Шевченко изображен как мыслитель, философ, ученый с мужественным, сосредоточенным лицом, наклонивший голову в глубокой задумчивости. Лицо Шевченко, вылепленное крупными объемами, сурово. На лбу морщины.
Памятник Т. Г. Шевченко органически связан с окружающим пейзажем сада перед архитектурным ансамблем Городского театра, запоминающийся и легко узнаваемый издалека.